# Dan Robbins
Dan Robbins (* 26. Mai 1925 in Detroit, Michigan; † 1. April 2019 in Sylvania, Ohio) war ein amerikanischer Verpackungsdesigner bei der Firma „Palmer Paint Company“, der durch Entwicklung und Erfindung von „Malen nach Zahlen“ (englisch Paint by numbers) nach dem Zweiten Weltkrieg in den 1950er Jahren bekannt wurde.

## Geschichte/Unternehmensgeschichte
Dan Robbins wurde am 26. Mai 1925 geboren, als Sohn des Autoverkäufers und Varieté Sängers Lou Robbins und der Hausmutter Halene (Levine) Robbins.
Nach seiner Graduation an der Cass Technical High School in Detroit 1943 diente er der US-Armee als Kartenentwickler (Army Corps of Engineers (maps division)) im Zweiten Weltkrieg. Nach der Rückkehr heiratete Robbins 1946 Estelle Shapiro und begann freiberuflich als Künstler zu arbeiten. Dabei verwendete er Zeichenmethoden, die er in der Cass Tech in der Highschool erlernte. Mit der Einstellung bei der Palmer Paint Company, die abwaschbare Poster für Kinder erstellen, designte er Verpackungen und erstellte Malbücher für Kinder, womit sich Menschen nach dem Zweiten Weltkrieg in ihrer Freizeit beschäftigen konnten. Um weiteren Gewinn zu erzielen, forderte der Firmenchef Mr. Klein, dass er Malbücher für Jugendliche sowie Erwachsene entwickeln sollte. Er erinnerte sich dabei an eine Idee von Leonardo da Vinci, der Objekte im Hintergrund nummeriert und diese von seinen Praktikanten mit unterschiedlichsten Farben ausmalen ließ. Als er die Umsetzung 1949 Mr. Klein präsentierte, war dieser entsetzt über das "Linienwirrwar", (Cubic-leaning von Pablo Picasso und Georges Braque), war aber an der Grundidee, Felder zu nummerieren und entsprechend basierend auf der Zahl mit einer anderen Farbe auszumalen interessiert. Dementsprechend kreierte Robbins Motive, die Mr. Klein gefielen, wie „The Fishermen“.
Zuerst verkaufte Robbins 1951 seine Malvorlagen im Macy’s Department Store in New York City für $2.45. Unter dem Namen "Craft Masters" wurden ab 1952 Ausmalbilder von der Firma Palmer Paint Company verkauft. Insgesamt zeichnete Robbins 36 Illustrationen ohne Hilfsmittel. Da der Prozess mit Pinseln, Leinwänden und Farbebenen aufwendig war, stellte die Firma weitere Illustratoren sowie Bleacher, die die Vorlagen in allen möglichen Farbkombinationen produzierten, ein. Robbins wurde zum Vorsitzenden der Palmer Paint Company und der Craft Master Company (in Toledo) befördert. Zudem wurde der Vorgang des Einfüllens von Farbe in gelatinehaltige Kapseln, der zuvor von Sara und Estelle Robbins manuell durchgeführt wurde, in der Eli Lilly and Company mechanisiert.
Insgesamt verkaufte Palmer Paint Company unter der Marke Craft Master (mit den Vorlagen von Dan Robbins) 12 Millionen Malen nach Zahlen-Ausrüstungen im Jahr 1955. Da aber diese Erfindung nicht von der Palmer Paint Company patentiert wurde, fluteten andere Manufakturen (mit 6 Millionen verkauften Ausrüstungen) den Markt mit ihren eigenen Vorlagen. Ende der 1950er Jahre zog Dan Robbins' Familie nach Toledo, da Craft Masters 1956 von der Donofrio Family übernommen wurde.
Dies ist vor allem auf die Verbreitung des Fernsehers Mitte der 1950er Jahre zurückzuführen. Danach sanken die Ertragszahlen. Doch bis ins 21. Jahrhundert blieb die Palmer Paint Company finanziell stabil. Heutzutage werden zumeist Dan Robbins' Vorlagen dazu genutzt, auch bei Erwachsenen, sich zu entspannen.
Zum Ende seines Lebens widmete Robbins sich seiner selbstgegündeten Chicago-Area advertising agency in Illinois und wurde Experte für das „Malen nach Zahlen“-Genre. Dabei erforschte und archivierte er „Malen nach Zahlen“ Bilder. Zudem eröffnet er eine Kuchendekorationsfabrik, die Robbins bis 1973 in Chicago betrieb und gestaltete Happy Meal-Figuren für McDonald’s.
Dan Robbins erlag am 1. April 2019 im Krankenhaus in Sylvania (Ohio) den Komplikationen einer Pneumonie.
Er hinterlässt eine Frau, zwei Söhne sowie drei Enkel und fünf Urenkel.

## Berühmte Bilder
Berühmte Bilder von Dan Robbins, wie „Abstract No. 1“ fand man im Eisenhower White House. Oder im Titelblatt des Mad Magazine 1958, auf den ein halbausgemalter Kopf eines Jungens zu sehen ist. Eines seiner wichtigen Werke Gone But Not Forgotten, das durch eine Kollaboration zwischen der Palmer Paint Products und der gemeinnützigen Voice Organisation, im Gedenken an den Terroranschlag am 11. September entsandt. Es zeigt die New York City Skyline mit den aus dem Bild sich heraushebenden durchsichtigen Twin Towers.
Neben Gebäuden und Abstrakten Gemälden schuf Robbins vor allem Landschaftsbilder, wie das Geburtslandhaus von Shakespeare’s und Ann Hathaway’s.
Zu den teuersten Werken von Dan Robbins ist mit 2,850 US-Dollar Wert behaftet und zeigt das Selbstporträt von Queen Elizabeth.
Insgesamt zeigen Robbins Werke ein weites Vorlagenfeld: Von Landschaften, berühmte Fotos, über Stierkämpfe und Balletttänzer bis zur Katzen der Queen Elisabeth.

## Kritik
Die Frage, die seit den 1950er immer wieder gestellt wird, ob „Malen nach Zahlen“ überhaupt Kunst sei, da dies, nach der Meinung von Kritikern, ein „mechanischer, determinierter und gedankenlos nachgepinselter“ Prozess sei, der „bestellte Gefühle hervorruft“. Zudem seien dieses nur „Kopien von vorhandener Kunst (“cookie-cutter culture”), die zu kommerziellen Zwecken verwendet“ werden.
Hingegen sprach sich der Museumsdirektor William Lawrence Bird bei der Eröffnung der Ausstellung „Paint by Number: Accounting for Taste in the 1950s“ (2001) im Smithsonian’s National Museum of American History dafür aus, dass durch „das Praktizieren Kunst verstanden werden kann“. Ob „Malen nach Zahlen“ Kunst ist, ließ er aber offen.
Im Gegensatz zu der hagelnden Kritik zeigte sich Dan Robbins selbst unbeeindruckt. Dazu schrieb er in seinem Buch (veröffentlicht 1998) „Whatever Happened to Paint-By-Numbers?“:

„Ich habe nie die Behauptung aufgestellt, dass Malen nach Zahlen Kunst ist. […] Aber es ist eine Erfahrung der Kunst, und dass diese Erfahrung zu jedem Individuum gebracht wird, das normalerweise keinen Pinsel nimmt, ihn nicht in Farbe taucht. Das ist was es tut.“

Heute wird Dan Robbins (vor allem in Amerika) als einer der besten Künstler der Welt bezeichnet, der durch sein Konzept „Malen nach Zahlen“ die Frage aufgeworfen hat, was Kunst ist und was man als Kunst bezeichnen kann.

## Medien
Nach seinem Tod würdigten die Medien und Zeitungen Dan Robbins Lebenswerk.
Die New York Times schrieb:

„Da Robbins war nicht Leonardo da Vinci. Aber er kopiert eine von den Meistertechniken und ermöglicht damit Kinder mit wachsendem Glauben zu glauben, dass sie “The Last Supper” zeichnen können. […] Mit der Mahlen nach Zahlen-Ausrüstung, junge Kinder aus den Babyboom in den 1950er verfolgt die selben Mechanismen, wie von Renaissance Künstler, die den Inhalt der Umrisse von allem Denkbaren, von Seelandschaften und das Matterhorn zu den Kätzchen von Queen Elisabeth II, ausgemalt haben. Der Prozess die Kunst für die Masse zu öffnen- ein anderer Einschnitt in das Kontinuum von grenzenlosem demokratischen amerikanischen Ethos, der “a chicken in every pot” und “every man a king” verspricht. Sowie: […] “Every man a Rembrandt”. Für ein Zeit kann man sagen das Dan Robbins, der ein essentieller Illustrator ist, der meist ausgestellte Künstler der Welt ist. Sein originales Freihandzeichnen fungieren als die Vorlage für die Mahlen nach Zahlen-Ausrüstung, die die leere Wände bedecken soll um vorstädtischen Nachkriegswohnzimmer zur schmücken.“

Zudem wurde er von Peggy Grand (Illustrator, der von Robbins eingestellt wurde) als, der:

„der die monumentale Skala für Kunst verändert und geprägt hat.“

Skip Davis (Eingestellter Illustrator nach 1973 und enger Bekannter Dan Robbins) sagte:

„Ich kann nicht an ein anderes Produkt denken, dass die [amerikanische] Nation so mitgerissen hat“

## Ausstellungen
Zu Ehren von Dan Robbins öffnete 6. April 2001 bis 7. Januar 2002 die Ausstellung: Paint By Number: Accounting for Taste in the 1950s im Smithsonian’s National Museum of American, die 800 Bilder von Dan Robbins und anderen berühmten Illustratoren wie
Zudem wurde 2013 eine Dauerausstellung der „Paint By Number“ Vorlagen bzw. Bilder im Detroit Historical Museum eröffnet.
Neben vielen Ausstellungen ließen sich von Dan Robbins Ideen von vielen Künstlern, wie der Pop-Art-Künstler Andy Warhol, der 1962 die Gemäldeserie "Do It Yourself" schuf, inspirieren.